# Gare de Bouaye
Gare de Bouaye vasútállomás Franciaországban, Bouaye településen.

## Vasútvonalak
Az állomást az alábbi vasútvonalak érintik:

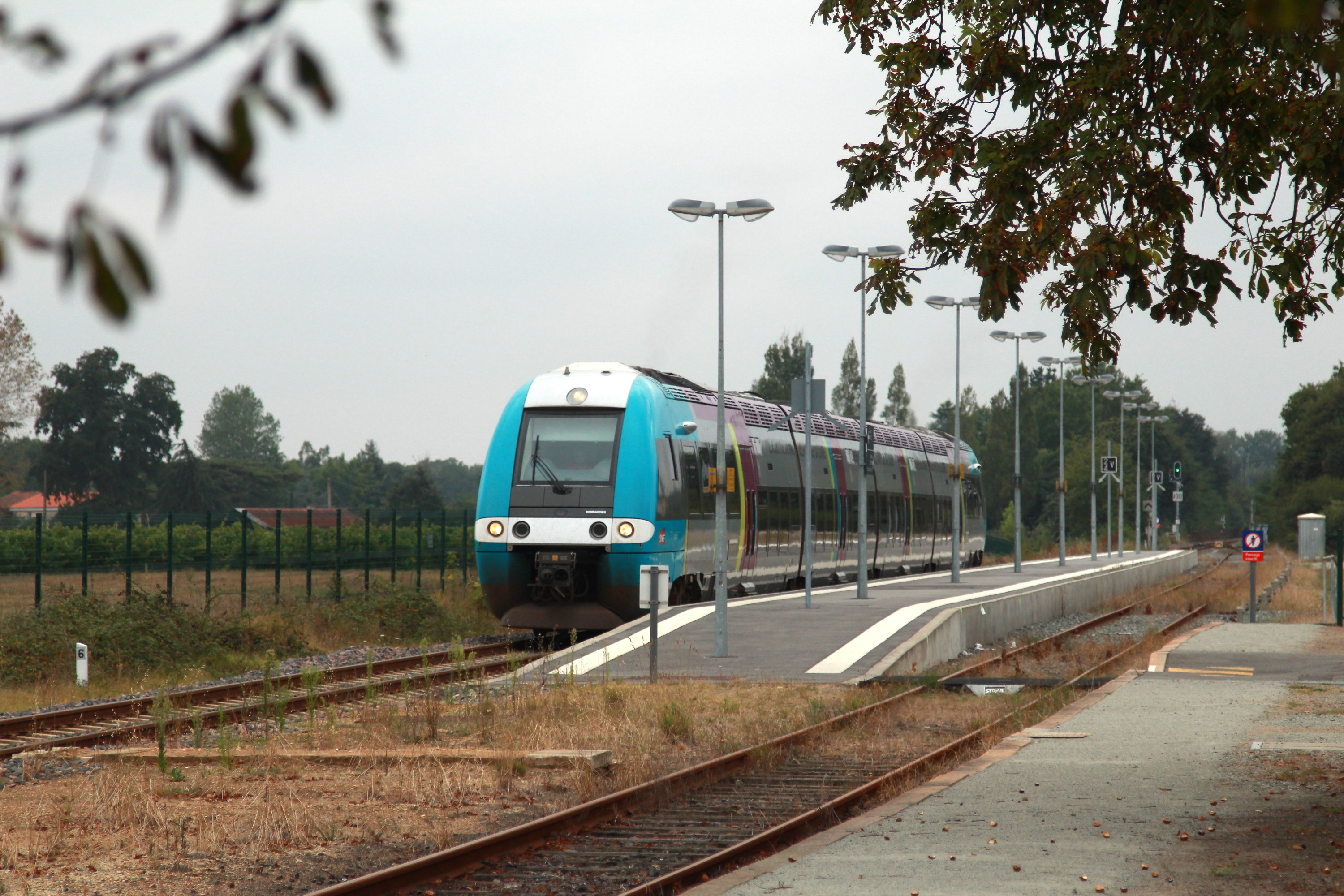

- Nantes-État-La Roche-sur-Yon par Sainte-Pazanne-vasútvonal

## Kapcsolódó állomások
A vasútállomáshoz az alábbi állomások vannak a legközelebb:
- Gare de Rezé-Pont-Rousseau
- Gare de Sainte-Pazanne
- Gare de Port-Saint-Père - Saint-Mars